# Districte de Delémont
El Districte de Delémont (en alemany Delsberg) és un dels tres districtes del cantó de Jura, Suïssa. La capital és Delémont. És totalment de parla francòfona i té una població de 35.175 habitants (2005).

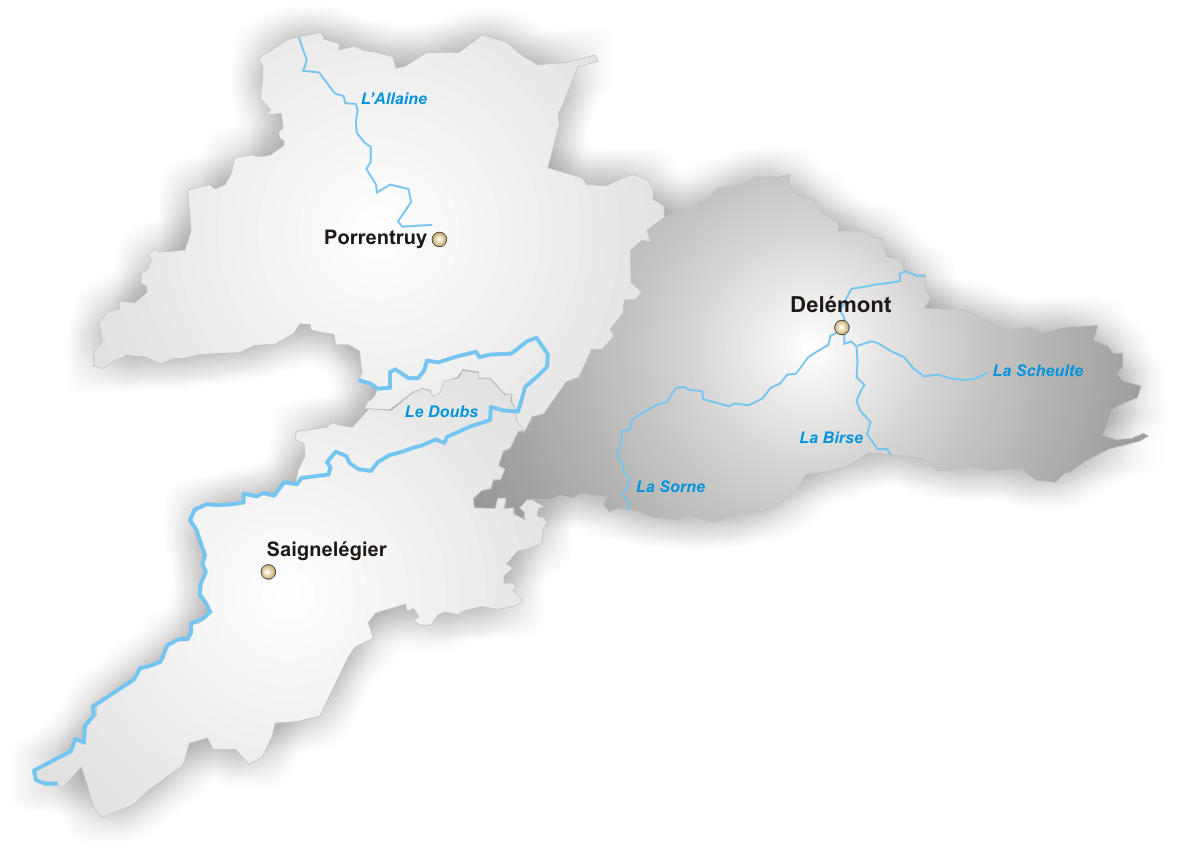
Districte de Delémont

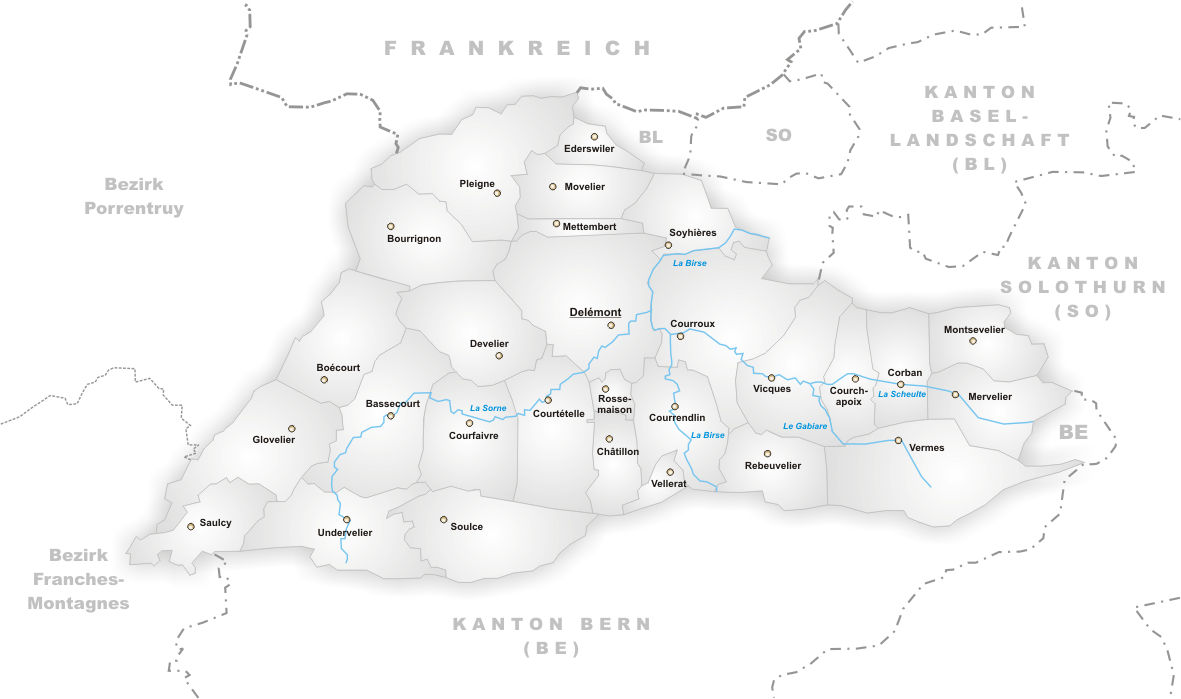
Municipis de Delémont

Delémont es divideix en un total de 28 municipis:
| Municipi                                | Població (31 des 2005) | Àrea, km² |
| --------------------------------------- | ---------------------- | --------- |
| Bassecourt                              | 3328                   | 15.57     |
| Boécourt (Boécourt, Séprais i Montavon) | 833                    | 12.28     |
| Bourrignon                              | 288                    | 13.56     |
| Châtillon                               | 433                    | 5.33      |
| Corban                                  | 458                    | 7.87      |
| Courchapoix                             | 418                    | 6.40      |
| Courfaivre                              | 1561                   | 12.40     |
| Courrendlin                             | 2360                   | 11.07     |
| Courroux                                | 2979                   | 19.71     |
| Courtételle                             | 2218                   | 13.56     |
| Delémont                                | 11,266                 | 22.03     |
| Develier                                | 1300                   | 12.42     |
| Ederswiler                              | 124                    | 3.32      |
| Glovelier                               | 1195                   | 14.34     |
| Mervelier                               | 578                    | 9.70      |
| Mettembert                              | 126                    | 2.41      |
| Montsevelier                            | 519                    | 7.75      |
| Movelier                                | 408                    | 8.01      |
| Pleigne                                 | 400                    | 17.83     |
| Rebeuvelier                             | 375                    | 8.42      |
| Rossemaison                             | 569                    | 1.89      |
| Saulcy                                  | 264                    | 7.89      |
| Soulce                                  | 257                    | 14.68     |
| Soyhières                               | 467                    | 7.55      |
| Undervelier                             | 306                    | 14.00     |
| Vellerat                                | 69                     | 2.04      |
| Vermes                                  | 332                    | 18.32     |
| Vicques                                 | 1744                   | 12.75     |
| Total                                   | 35,175                 | 303.10    |